# Woman in Gold
Woman in Gold (bra: Dama Dourada ou A Dama Dourada; prt: A Mulher de Ouro ou Mulher de Ouro) é um filme britano-estadunidense de 2015, do gênero drama biográfico, dirigido por Simon Curtis.
O filme foi exibido na seção Berlinale Special Galas do 65.º Festival Internacional de Cinema de Berlim em 9 de fevereiro de 2015 e foi lançado no Reino Unido em 1 de abril de 2015 e nos Estados Unidos em 10 de abril.
O filme é baseado na história real de Maria Altmann, uma judia que se refugiou em Los Angeles e lutou por quase uma década com o governo da Áustria para que devolvessem a pintura Retrato de Adele Bloch-Bauer I, de Gustav Klimt, que fora roubada de sua família pelos nazistas pouco antes da Segunda Guerra Mundial.

## Elenco
- Helen Mirren[6] como Maria Altmann
  - Tatiana Maslany[6] como  Maria Altmann jovem
- Ryan Reynolds como Randol 'Randy' Schoenberg
- Daniel Brühl como Hubertus Czernin
- Katie Holmes[7] como Pam Schoenberg
- Max Irons[8] como  Fredrick "Fritz" Altmann
- Allan Corduner como Gustav Bloch-Bauer
- Henry Goodman como Ferdinand Bloch-Bauer
- Nina Kunzendorf como Therese Bloch-Bauer
- Antje Traue como Adele Bloch-Bauer[7]
- Charles Dance[8] como Sherman
- Elizabeth McGovern[8] como Juíza Florence-Marie Cooper
- Jonathan Pryce[8] como Chefe de Justiça William Rehnquist
- Frances Fisher como Barbara Schoenberg[9]
- Tom Schilling como Heinrich
- Moritz Bleibtreu[8] como Gustav Klimt
- Justus von Dohnányi como Mr. Dreimann
- Ludger Pistor como Rudolph Wran
- Olivia Silhavy como Ministro Elisabeth Gehrer
- Rupert Wickham como Arbitrator

## Recepção
No Rotten Tomatoes, o filme teve uma índice de 57% de aprovação com base em 152 críticas, com uma nota média de 6/10. O consenso crítico do site diz: "Woman in Gold se beneficia de seus talentosos protagonistas, mas o forte trabalho de Helen Mirren e Ryan Reynolds não é suficiente para superar um tratamento desapontadoramente enfadonho de uma história verdadeira fascinante". No Metacritic, o filme tem uma pontuação média ponderada de 51 de 100, com base em 31 avaliações, indicando "críticas mistas ou médias". O público do CinemaScore deu ao filme uma nota média de "A" em uma escala de A+ a F.

### Prêmios e indicações
Helen Mirren recebeu uma indicação para o Prêmio Screen Actors Guild de melhor atriz principal em cinema.